# Diocèse du Haut-Rhin
Cet article court présente un sujet plus développé dans : Archidiocèse de Strasbourg et Diocèse de Bâle.
Le diocèse du Haut-Rhin est un ancien diocèse de l'Église constitutionnelle en France. Créé par la constitution civile du clergé de 1790, il est supprimé à la suite du concordat de 1801. Il couvrait le département du Haut-Rhin. Le siège épiscopal était Colmar.
Deux évêques constitutionnels se succèdent :
- Arbogast Martin, sacré en 1791, mort en 1794 ;
- Marc-Antoine Berdolet, sacré en 1796, démissionnaire à la suite du concordat de 1801.